# Eros (film)
Eros – film nowelowy, składający się z trzech etiud: Dłoń (reż. Wong Kar-Wai), Equilibrium (reż. Steven Soderbergh) i Niebezpieczna kolej rzeczy (reż. Michelangelo Antonioni). Filmy łączy tematyka miłosna. Zdjęcia do noweli Antonioniego kręcono w Toskanii.

## Główne role
Dłoń:
- Gong Li - Pani Hua
- Chang Chen - Zhang
- Tien Feng - Pan Jin

Equilibrium
- Robert Downey Jr. - Nick Penrose
- Alan Arkin - Dr. Pearl/Hal
- Ele Keats - Kobieta/Cecelia

Niebezpieczna kolej rzeczy
- Christopher Buchholz - Christopher
- Regina Nemni - Cloe
- Luisa Ranieri - Dziewczyna/Linda